# Celeste Gobbato
Celeste Alexandre Gobbato (Volpago del Montello, 26 de maio de 1890 – Porto Alegre, 6 de novembro de 1958) foi um agrônomo, enólogo, professor, político, escritor e cientista ítalo-brasileiro. Considerado o grande pioneiro da vitivinicultura moderna no Brasil, deixou notável contribuição ao estudo e ao aperfeiçoamento da produção da uva e do vinho, dando aulas, prestando assessorias técnicas, dirigindo instituições e escrevendo obras de referência neste campo que em seu tempo tiveram larga circulação. Também fez carreira política, sendo intendente de Caxias do Sul e deputado estadual do Rio Grande do Sul. Como governante de Caxias realizou obras importantes, apesar de administrar entre grandes disputas e controvérsias, e na Assembleia Legislativa foi um defensor dos agricultores.

## Primeiros anos e chegada ao Brasil
Filho de Pedro Gobbato e Anna Agnoletti, formou-se em Enologia e Viticultura na Scuola di Conegliano e fez doutorado em Ciências Agrárias na Universidade de Pisa. Depois dirigiu uma vinícola em Treviso, deu aulas de Agronomia e Agricultura em Allano e foi nomeado assistente do Instituto Agrário de Treviso. Veio para o Brasil em 1912 a convite do Governo do Estado do Rio Grande do Sul a fim de ensinar na Escola de Engenharia de Porto Alegre. Trazia também uma sólida bagagem intelectual em Geografia, Literatura, História, Economia e Filosofia.
No Instituto de Agronomia e Veterinária deu aulas em uma diversidade de disciplinas, incluindo Economia Rural e Social, Elementos de Mineralogia e Geologia Agrícola, Elementos de Física e Química Agrícola, Mecânica Elementar e Máquinas Agrícolas, Fermentos e Fermentações, Economia Rural, Enologia e Viticultura, Química Agrícola e Bromatologia, e Legislação Agrária e Florestal. Também escrevia numerosos artigos e dava instrução e pareceres sobre pecuária, triticultura e silvicultura. Segundo Katani Monteiro, 
"A diversidade de assuntos de que Gobbato trata é excepcional para se valorizar o seu envolvimento e compreensão para com as formas de atividade agrícola e pecuária no Rio Grande do Sul durante a República Velha. A partir desses artigos é possível apontar os aspectos que Gobbato tentava valorizar, recuperar, construir e divulgar através de sua intensa produção cultural com objetivos eminentemente práticos voltados para o saneamento dos problemas da fauna e da flora existentes, que ele incansavelmente apontou e ajudou a combater".
De acordo com um testemunho da época, era um excelente professor, "assíduo, pontual, didático, humano, amigo dos alunos, granjeou logo simpatias sem reservas. [...] Não consultava apontamentos; fluente e seguro, marcava a sua segurança, quando, na Fitopatologia se referia às doenças criptogâmicas da parreira, assunto de sua predileção". Como professor do Instituto de Agricultura Borges de Medeiros, a partir de 1920 tornou-se o chefe do Ensino Ambulante, visitando plantações, granjas, fazendas e cantinas do Rio Grande do Sul a Minas Gerais, dando aconselhamento técnico. Como enólogo se preocupava especialmente com a modernização e higienização do processo de cultivo da uva e da produção do vinho, e com a seleção de videiras mais adaptadas ao clima gaúcho, que possibilitassem a obtenção de um vinho superior. Sua atuação foi importante para reforçar a competitividade do produto sulino no centro do país. Além disso, foi ativo na estruturação do Posto Zootécnico e da Estação Experimental da Escola de Engenharia, instalados em Viamão. Em 1921 foi nomeado pelo Governo do Estado para fazer parte da comissão encarregada de organizar o regulamento da Cooperativa da Escola de Engenharia.

## Caxias do Sul

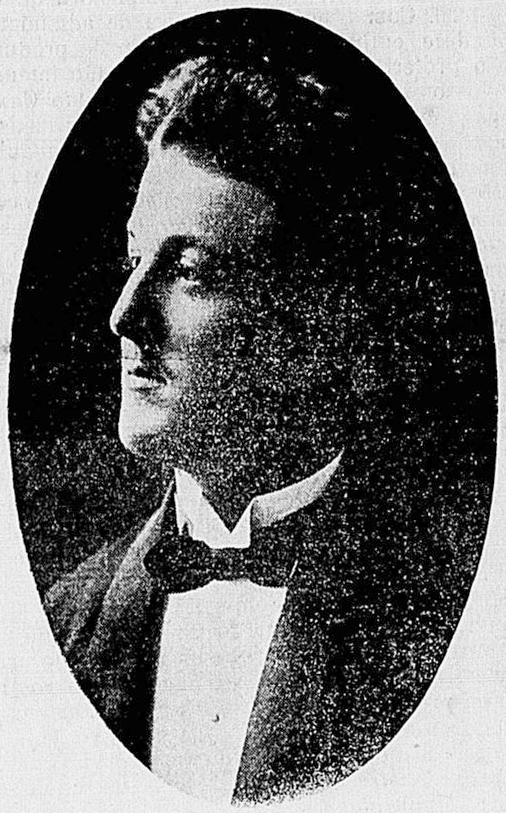
Celeste Gobbato em sua posse em 1924.

Seu grande prestígio entre os imigrantes italianos da região serrana do estado e sua própria condição de italiano tornaram fácil sua eleição para o cargo de Intendente de Caxias do Sul. Era já bem conhecido na cidade, em 1913 havia assessorado o intendente Pena de Moraes fornecendo-lhe um relatório sobre as condições do cultivo da uva na região, onde descrevia métodos de combate às pragas desta lavoura, trabalho muito elogiado que foi impresso em folhetos e distribuído largamente na zona rural. No ano seguinte visitou Caxias e foi homenageado com um banquete, e pouco depois seu Manual Prático de Viticultura foi divulgado na cidade. Em março de 1924 foi incumbido pela Escola de Engenharia de dar nova assessoria técnica e visitar os principais estabelecimentos vinícolas da cidade. Em julho retornou a Caxias junto com Otávio Rocha, como representantes do presidente do Estado, para discutir a sucessão intendencial, que estava criando polêmicas. Foi tentada uma coligação com a Aliança Libertadora, cuja assembleia rejeitou o acordo, mas um grupo de dissidentes passou a apoiar o Partido Republicano, que estava no poder. Após algumas reuniões, em 21 de julho Otávio Rocha formalizou a chapa republicana, composta por Gobbato na titularidade e Abramo Eberle como vice.
Assim, Gobbato fixou residência na cidade. As eleições se realizaram em 12 de agosto, com a sua vitória. A posse ocorreu em 12 de outubro. Iniciou sua administração prometendo reduzir gastos, aumentar o rigor na cobrança de impostos, melhorar as ruas e estradas, o abastecimento de água, o serviço de esgotos, as condições do ensino e da higiene pública, e fomentar a agricultura, mas foi modesto na previsão das obras públicas que pretendia realizar, a fim de não gerar expectativas altas demais numa situação de crise de receitas. Porém, principalmente apresentou uma proposta política conciliadora. Era uma fase de grande turbulência, tendo ocorrido em 1923 uma revolução armada em que lutaram partidários do presidente do Estado, Borges de Medeiros, contra os aliados de Joaquim Francisco de Assis Brasil. Segundo Gustavo Valduga, sua posse marcou o início da consolidação do poder dos descendentes de italianos, quando até então predominaram políticos luso-brasileiros na administração municipal, resultado do lento processo de cooptação da elite local e de "uma situação em que os ideais étnicos, políticos e religiosos se conjugaram e permitiram a subida ao poder".
Ele acumulou também as funções de sub-chefe de polícia e chefe do Diretório do Partido Republicano, e foi um ativo defensor do fascismo, ideologia que teve grande penetração regional nesta época e que desempenhou papel importante na formação da identidade coletiva dos italianos, baseando-se numa ética de disciplina, ordem e trabalho. Contudo, apesar de seu nome atender às expectativas de parcela expressiva da população e da Igreja, os partidários do antigo intendente Pena de Moraes passariam a fazer constante oposição ao seu governo, e em pouco tempo o clima de conciliação se dissolveu. Complicou sua atuação o fato de ele ser um recém-chegado em Caxias e pouco conhecer da realidade local. Por outro lado, o apoio e propaganda da Igreja foram fundamentais para que se criasse em torno dele uma imagem de administrador eficiente.
Criou uma comissão especial composta de líderes da sociedade a fim de auxiliá-lo na solução dos problemas municipais, e conseguiu realizar algumas obras importantes. Fundou o Patronato Agrícola, que no entanto foi envolvido em uma controvérsia e durou pouco, criou uma Caixa de Depósitos Populares para recolher auxílio espontâneo da população na forma de empréstimos para seu plano de governo, criou o Parque do Cinquentenário por ocasião dos festejos do cinquentenário da colonização italiana, deu grande incentivo à produção agrícola, com especial atenção ao setor da vitivinicultura, reformou a Inspetoria de Limpeza Pública, investiu no saneamento básico, iniciou a construção da Hidráulica Municipal, ampliou e construiu estradas e pontes na zona rural, usou incentivos fiscais para mobilizar a construção civil, aboliu alguns impostos e favoreceu a indústria. Recebeu numerosos elogios e homenagens durante sua gestão, que louvavam sua operosidade, seu zelo e seu caráter austero e ilibado, mas ao mesmo tempo suas obras provocaram aumento dos gastos, dos impostos em geral e da dívida pública, gerando descontentamento entre a população e seus opositores políticos, cujas críticas foram se intensificando à medida que os anos passavam, acusando-o também de provocar uma cisão no partido e de ser inexperiente, intrigante e corrupto. No último ano de seu mandato já se pensava que ele renunciaria antes de concluí-lo, e como resultado de tanta oposição ele fracassou em designar seu sucessor.

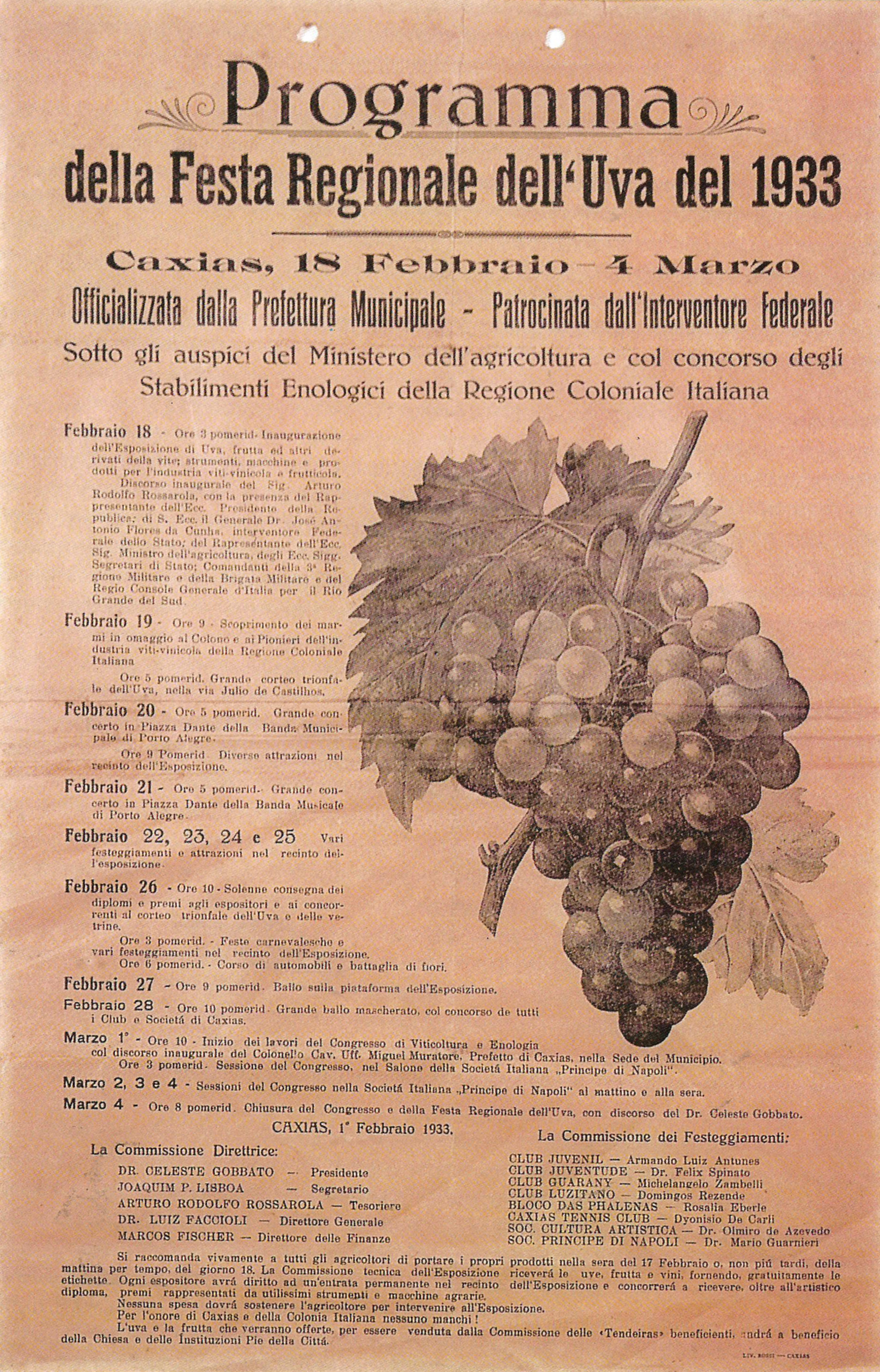
Programa da Festa da Uva de 1933.

Valduga diz que sua passagem pela Intendência foi mais tarde mitificada como um período de harmonia comunitária, mas que de fato foi marcada por intensas disputas e controvérsias. Na apreciação de Maria Abel Machado, tendo encontrado uma cidade "carente de infra-estrutura e com falta de recursos financeiros para atender às necessidades de investimentos", Gobbato teve de "buscar saídas corajosas e criativas que se traduziram na concretização de inúmeros projetos". A mesma é a opinião de Mário Gardelin, dizendo que "recebendo uma Prefeitura muito endividada, ele e o Conselho Municipal realizaram milagres". Já Loraine Giron criticou a introdução na cidade dos pardais, espécie invasora que causa grandes prejuízos às lavouras, a introdução dos ligustros, outra espécie invasora cujo pólen pode agravar as doenças respiratórias, principal causa da mortalidade regional, e "sendo um liberal conseguiu aderir ao fascismo. Enfim, um exemplo para os futuros prefeitos".
Ao deixar a Intendência, foi nomeado agente consular da Itália e assumiu o cargo de presidente da Sociedade Príncipe de Nápoles. De 1929 a 1938 dirigiu a Estação Experimental de Viticultura e Enologia de Caxias do Sul, desenvolvendo atuação elogiada. Em 1933 era vice-cônsul da Itália, assumiu um posto na Comissão de Propaganda do Grêmio Republicano Liberal, organizou o II Congresso Brasileiro de Viticultura e Enologia e presidiu a III Festa da Uva. Em 1934 foi escolhido vice-presidente da Sociedade Geobiológica Riograndense, fundada em Caxias, dirigiu a Comissão Técnica da IV Festa da Uva. Em 1935 foi representante em Caxias do Comissariado Central da Exposição do Centenário Farroupilha realizada em Porto Alegre, e aparece como membro do Conselho Consultivo do Partido Republicano Liberal. Em novembro de 1938 mudou-se para Porto Alegre, e em sua despedida foi homenageado com um banquete na Sociedade Príncipe de Nápoles.

## Anos finais
Na capital passou a atuar como engenheiro agrônomo do Ministério da Agricultura, no Serviço de Produção Vegetal, onde permaneceria até 1944. Entre este ano e 1947 foi titular da cátedra de Vitivinicultura da Escola de Agronomia e Veterinária da Universidade de Porto Alegre. Concorrendo em 1947 a uma vaga na Assembléia Legislativa pelo PTB, foi eleito o terceiro deputado com maior número de votos. Como parlamentar preocupou-se principalmente com o fomento da vitivinicultura e o auxílio aos agricultores, especialmente os pequenos, sendo, segundo Italino Peruffo, um dos poucos legisladores da época que defendiam o colono. Também participou dos trabalhos de elaboração e aprovação da nova Constituição estadual e em 1948 foi designado pelo governador Walter Jobim para integrar a Comissão de Estudo e Fomento do Cultivo da Oliveira e da Industrialização das Azeitonas. Foi diretor do Instituto Riograndense do Vinho de 1950 até 1954. Seus últimos anos foram dedicados a trabalhar para a Secretaria de Agricultura, aposentando-se por doença cardiovascular.
Foi casado primeiro com Maria, que lhe deu o filho Angelo. Ambos faleceram no parto. Depois casou-se com Berta Schwemmer, com quem teve quatro filhos: Mário Pedro, médico; Tito Alberto, químico industrial e funcionário do Ministério do Interior; Lydia Ana, professora, e Piero Ludovico, comandante da 5ª Brigada de Infantaria Blindada em Ponta Grossa.

## Produção escrita
Celeste Gobbato foi um prolífico escritor ao longo de toda sua vida, em artigos e livros que tratavam principalmente da agricultura e vitivinicultura, procurando mapear os problemas e deficiências e propondo melhorias técnicas e produtivas a fim de sanear, modernizar e profissionalizar o setor, aumentar sua produtividade e elevar a qualidade do produto. Em Porto Alegre publicou três obras fundamentais para as ciências da uva: O Manual Prático de Viticultura (1914), A Cultura da Vinha (1924) e o ABC do Viticultor Brasileiro (1945), obras que se tornaram manuais de referência para todos os produtores do Brasil. Por mais de 35 anos foi colaborador da seção agrícola do jornal Correio do Povo, o que também contribuiu para torná-lo figura conhecida e respeitada entre os agricultores. No mesmo sentido foi importante sua colaboração nas revistas técnicas Chácaras e Quintais e principalmente Egatéa, que ajudou a criar e editar, e que teve grande repercussão em todo o país. A partir de 1922, por sua iniciativa, a seção "Notas Rurais e Domésticas" vinha acompanhada de tradução nas línguas italiana e alemã, facilitando a divulgação do conhecimento nas colônias do Rio Grande do Sul e também no exterior. A revista publicava também um boletim do Posto Zootécnico e da Estação Experimental e uma seção de perguntas e respostas, que esclarecia dúvidas dos leitores.

## Reconhecimento
Os grandes serviços prestados lhe valeram em 1934 o título de cavaleiro da Coroa da Itália, outorgado pelo rei Vitório Emanuel III. Em 1954 o governo da nova República Italiana outorgou-lhe a Estrela da Solidariedade Italiana. A Estação Experimental da Fundação Estadual de Pesquisa Agropecuária na Serra do Nordeste recebeu o nome de Centro de Pesquisa Celeste Gobbato "em homenagem ao enólogo italiano que dirigiu a Estação Experimental de 1929 a 1938, considerado o pioneiro da viticultura moderna no Brasil". Segundo Luis Vicente Pastor, muitos dos seus ensinamentos continuam válidos nos nossos dias. Foi homenageado na Festa da Uva de 1950 com uma Medalha de Ouro, foi sócio honorário do Clube Juvenil por relevantes serviços prestados, membro honorário do Instituto Agrícola Brasileiro, membro benemérito do Instituto Geobiológico La Salle, membro da Sociedade Nacional de Agricultura, sócio correspondente da Academia Italiana da Videira e do Vinho de Siena, recebeu Diploma de Honra do Mérito Científico do Instituto Técnico-Industrial do Rio de Janeiro, e foi homenageado pelo Município de Caxias do Sul com o título de Cidadão Caxiense. Hoje seu nome batiza também uma rua em Porto Alegre, uma Escola Estadual Técnica em Palmeira das Missões, uma sala da Associação Brasileira de Técnicos em Enologia e Viticultura da cidade de Bento Gonçalves e um vinhedo da Vinícola Forestier. Em 1990 o centenário de seu nascimento foi muito comemorado em todo o estado. Na ocasião o deputado federal Victor Faccioni discursou na Câmara dizendo que as homenagens recebidas "atestam o reconhecimento público por esse homem que nos deixou um legado de amor e respeito à natureza e uma inestimável contribuição para a implantação da vitivinicultura no Estado do Rio Grande do Sul". Em pesquisa de opinião desenvolvida em 1999 junto a 100 líderes comunitários de diferentes áreas por acadêmicos do Curso de Jornalismo da Universidade de Caxias do Sul, foi eleito uma das 30 Personalidades de Caxias do Sul Destaques do Século XX.